# The Horrors
The Horrors sono un gruppo musicale britannico di Southend-on-Sea, nell'Essex inglese. La band si avvale del cantante Faris Badwan "Rotter", la chitarra di Joshua Von Grimm, l'organista Spider Webb, il bassista Tomethy Furse e il batterista Coffin Joe. Per quanto risulti abbastanza difficile incasellare la produzione musicale degli Horrors entro generi definiti, la critica spesso descrive il loro sound come Garage punk anche se sono presenti degli elementi vagamente noise rock.

Il gruppo, che si rifà esplicitamente al Garage rock e in particolare ai Fuzztones (basti pensare alla somiglianza del loro look e del loro stile musicale), presenta comunque diverse affinità con moltissime altre storiche band punk come Misfits, nonché il loro primo singolo Sheena is a Parasite che richiama volutamente il famoso brano Sheena Is a Punk Rocker dei Ramones.

## Storia
Il loro successo è iniziato verso la metà del 2006, quando il gruppo ha cominciato a muovere i primi passi uscendo dall'underground musicale londinese anche grazie al particolare video del loro primo singolo, Sheena Is A Parasite, diretto da Chris Cunningham (già famoso per i video di Aphex Twin e Björk), che vede la partecipazione del premio Oscar Samantha Morton. Nell'agosto 2006 guadagnano la copertina della rivista New Musical Express (NME). Da allora, NME li ha fatti partecipi di parecchi progetti: hanno preso parte infatti al NME Rock 'n' Roll Riot Tour con i The Fratellis e i Dykeenies e, più recentemente, al NME Awards Indie Rock Tour, assieme a The View, The Automatic e Mumm-Ra.
Il successo del gruppo è dovuto al particolare sound, che sembra ricordare i film dell'orrore della prima metà del Novecento con una buona dose di ruvidità punk e un pizzico di glamour indie.
Il sound di Rhys Webb, con un Vox Continental (usato, tra gli altri, dagli Animals), richiama le atmosfere dei primi anni sessanta.
Altro elemento essenziale del successo degli Horrors è il look decisamente vistoso e particolare che fa discutere parecchi (basti pensare che agli NME Awards 2007 il cantante Faris Rotter è stato nominato per le categorie Miglior Vestito e Peggior Vestito, vincendo il primo titolo).
Gli Horrors pubblicano il loro primo album, Strange House, il 5 marzo 2007, con già all'attivo 4 singoli: Sheena Is a Parasite, Death At The Chapel, Count In Fives e Gloves.
Anticipato dal singolo Sea Within A Sea, il secondo album, Primary Colours, esce il 4 maggio 2009 via XL. Prodotto da Geoff Barrow dei Portishead il sound della band si posiziona all'incrocio tra post-punk, psichedelia e krautrock. Segue, l'11 luglio del 2011, Skying, pubblicato sempre su XL e prodotto dagli Horrors stessi con Craig Silvey. La band si posiziona al quinto posto della classifica degli album nel Regno Unito e lo spettro sonoro si è allargato ulteriormente accogliendo lo psych-folk degli Stone Roses e Primal Scream. Segue Higher, raccolta di remix dell'album.
Il 5 maggio 2014 la band pubblica, sempre su XL Recordings, il quarto album Luminous. Anticipato dai singoli I See You e So now you know, il lavoro calibra in senso pop la formula psichedelica, shoegaze, wave e cinematica coltivata negli ultimi due lavori. Nel tour di promozione, la band tocca anche l'Italia per due tappe all'interno del cartellone di UNALTROFESTIVAL: la prima il 14 luglio a Bologna, al Fiera District, la seconda il 15 a Milano, al Circolo Magnolia.

## Curiosità
- Il 18 aprile 2007 un concerto della band a New York è degenerato[4] (così come accaduto in altre manifestazioni[4]) in una rissa in cui anche il frontman della band è rimasto ferito.

## Formazione
- Faris Rotter, pseudonimo di Faris Badwan, voce
- Joshua Third, pseudonimo di Joshua Hayward, chitarra elettrica
- Tomethy Furse, pseudonimo di Tom Cowan, basso elettrico
- Spider Webb, pseudonimo di Rhys Webb, tastiere
- Coffin Joe, pseudonimo di Joseph Spurgeon, batteria

## Discografia

### Album studio
- 2006 - The Horrors (EP)
- 2007 - Strange House
- 2009 - Primary Colours
- 2011 - Skying
- 2014 - Luminous
- 2017 - V
- 2025 - Night Life

### EP
- 2006 - The Horrors EP
- 2008 - Shadazz / Radiation (also featuring Suicide and Nic Void)
- 2021 - Lout